# چیانگ مای
چیانگ مای (به لاتین: Chiang Mai) یک سکونتگاه مسکونی در تایلند است که در Mueang Chiang Mai واقع شده‌است.

## خصوصیات
چیانگ مای ۴۰٫۲۱۶ کیلومترمربع مساحت و ۱۴۸٬۴۷۷ نفر جمعیت دارد و ۳۱۰ متر بالاتر از سطح دریا واقع شده‌است.

## خواهرخوانده
شهرهای اوئوزو، تویاما، استان سایتاما، کون‌مینگ و هاربین خواهرخوانده‌های چیانگ مای هستند.

## نگارخانه

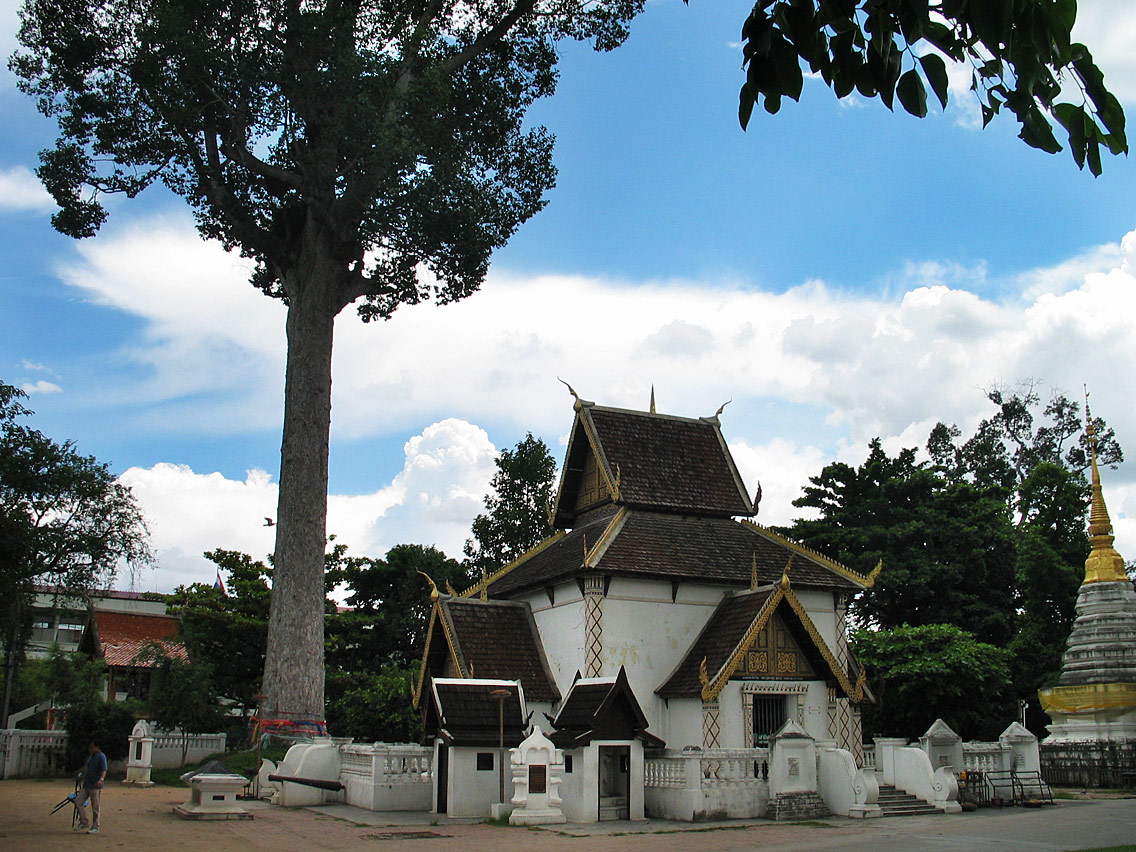
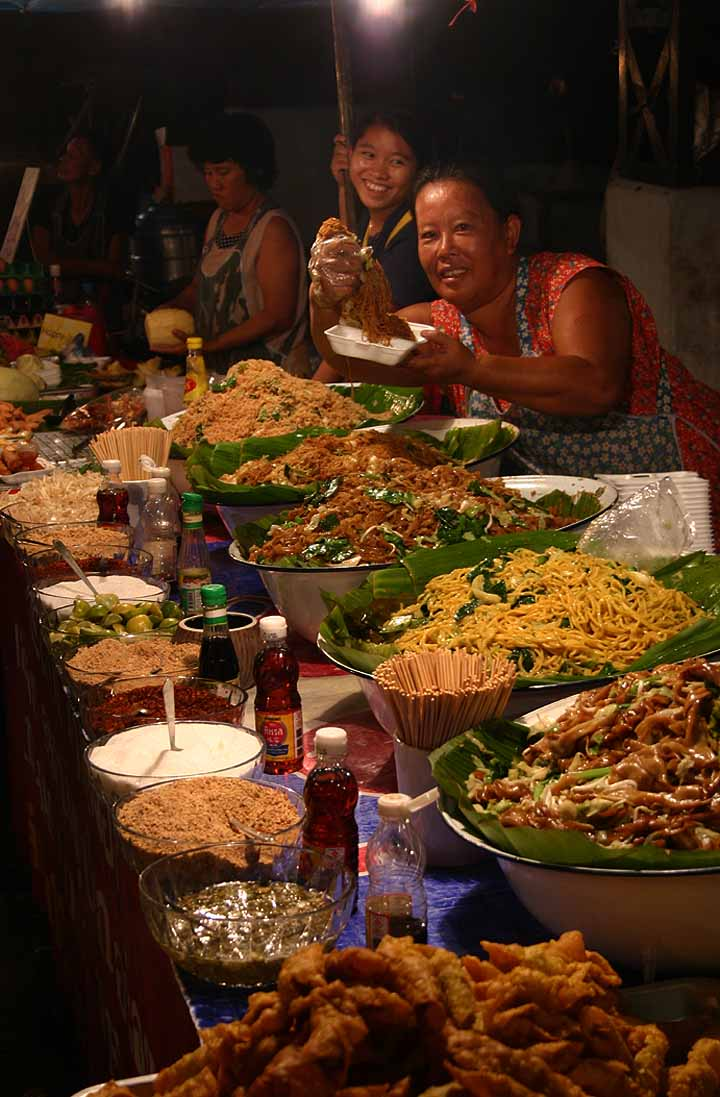
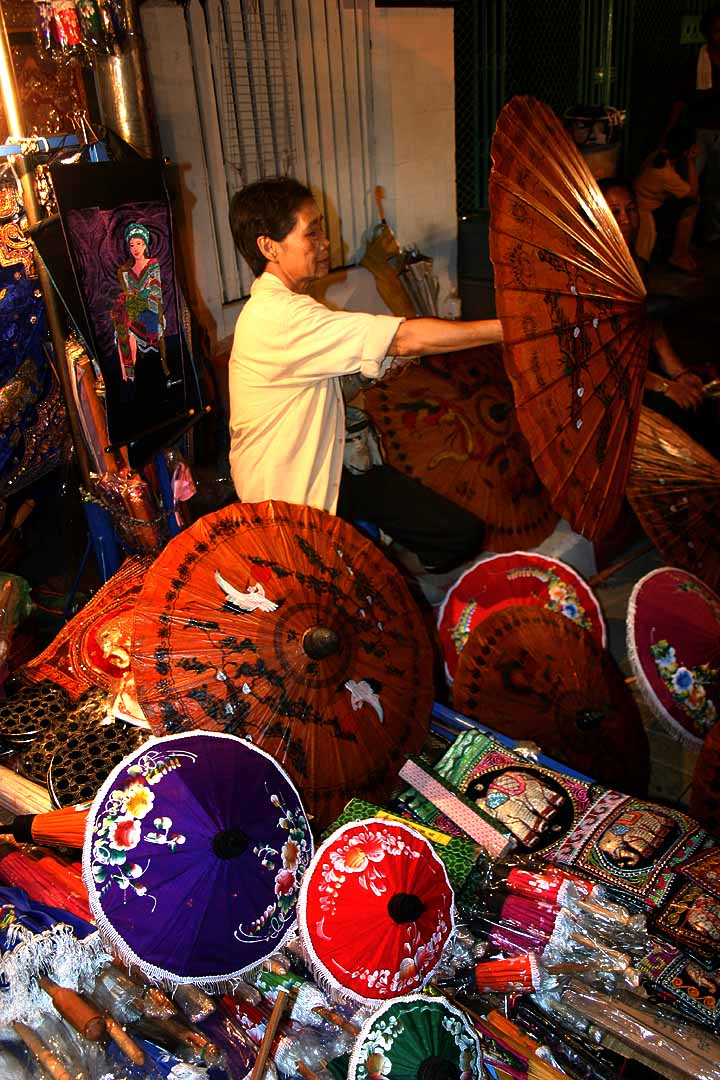
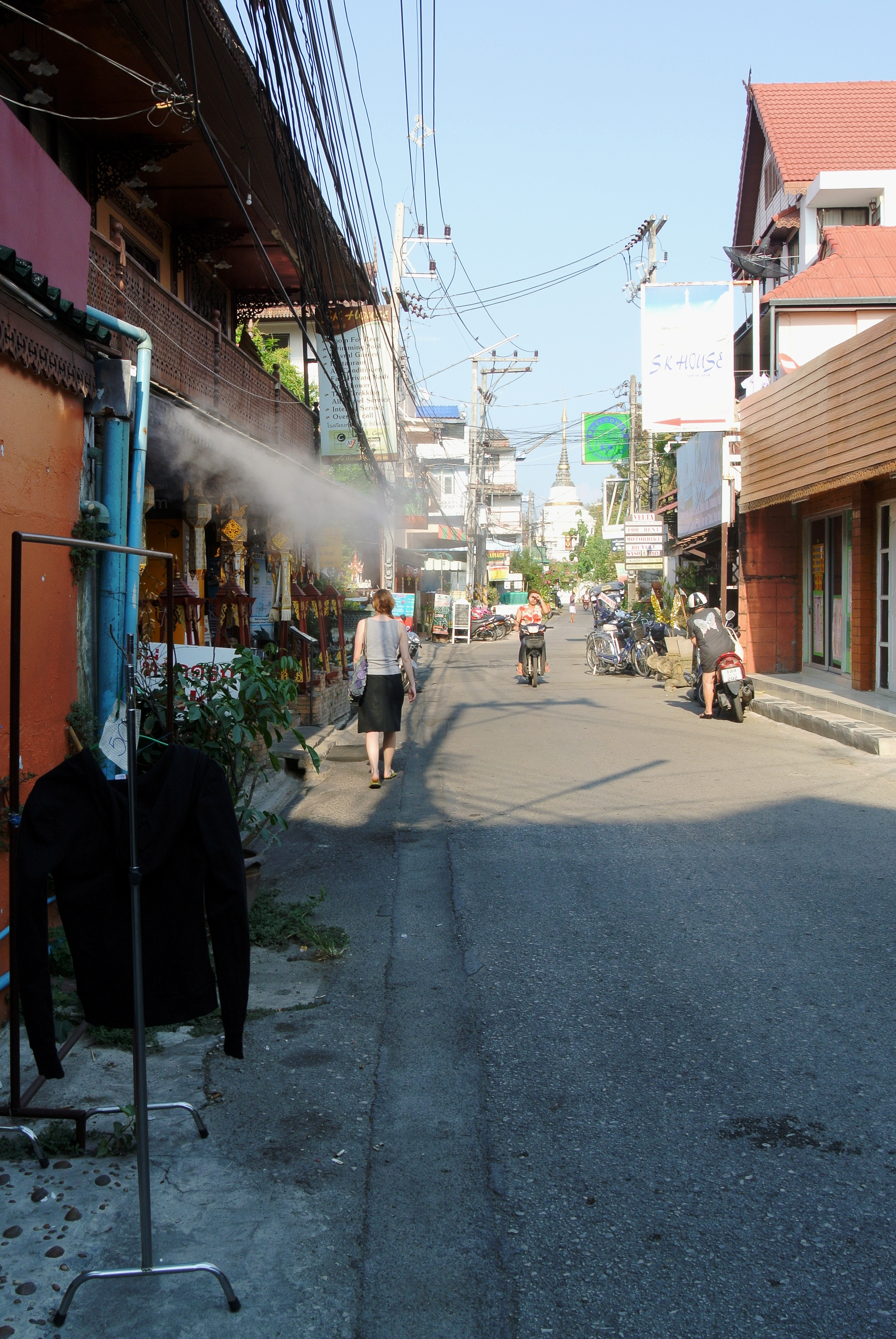
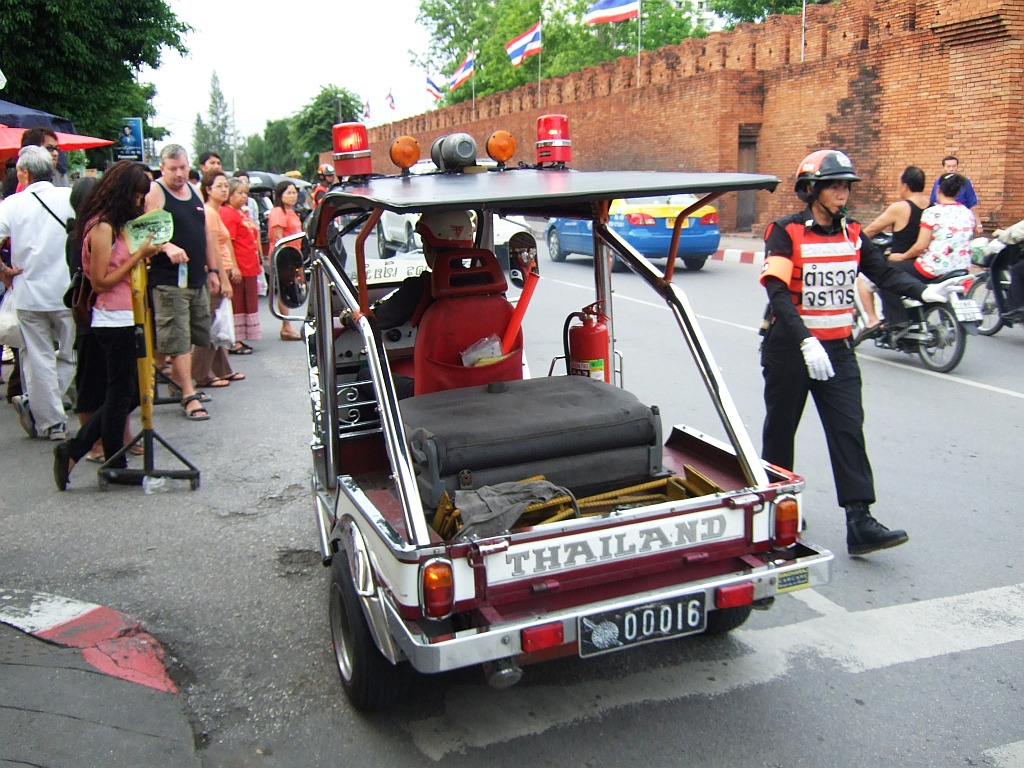
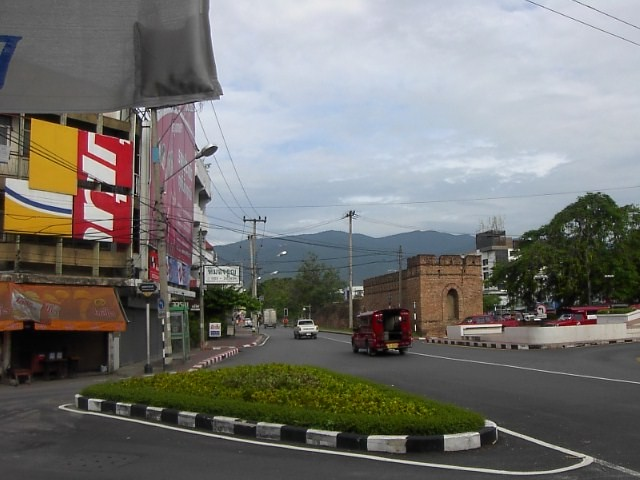
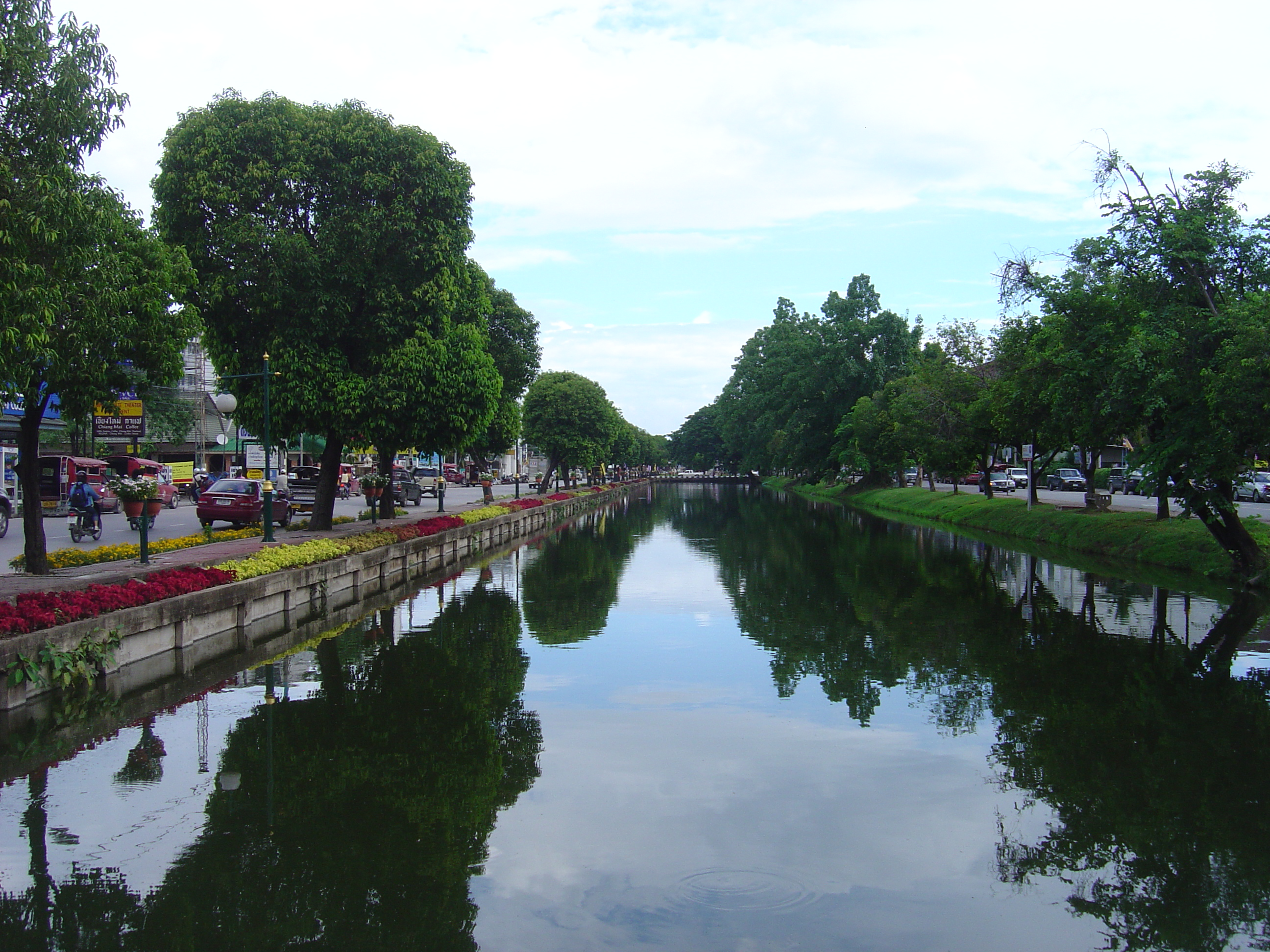
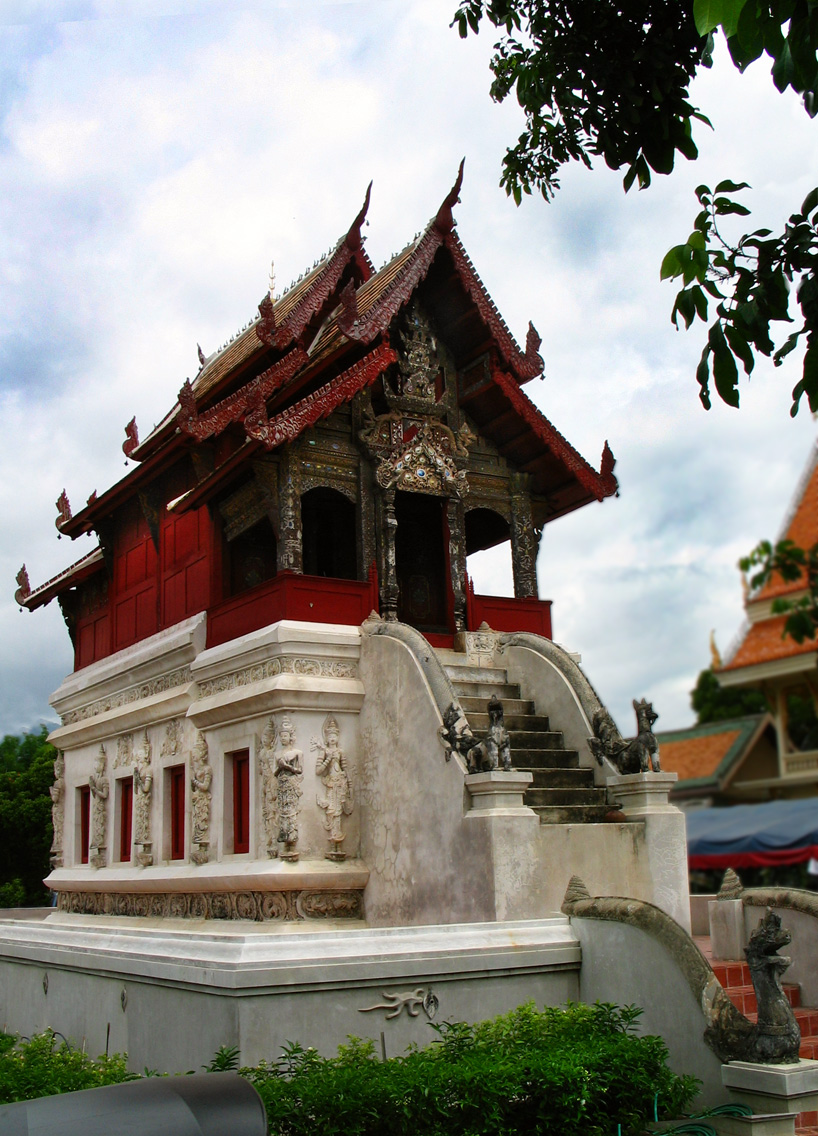
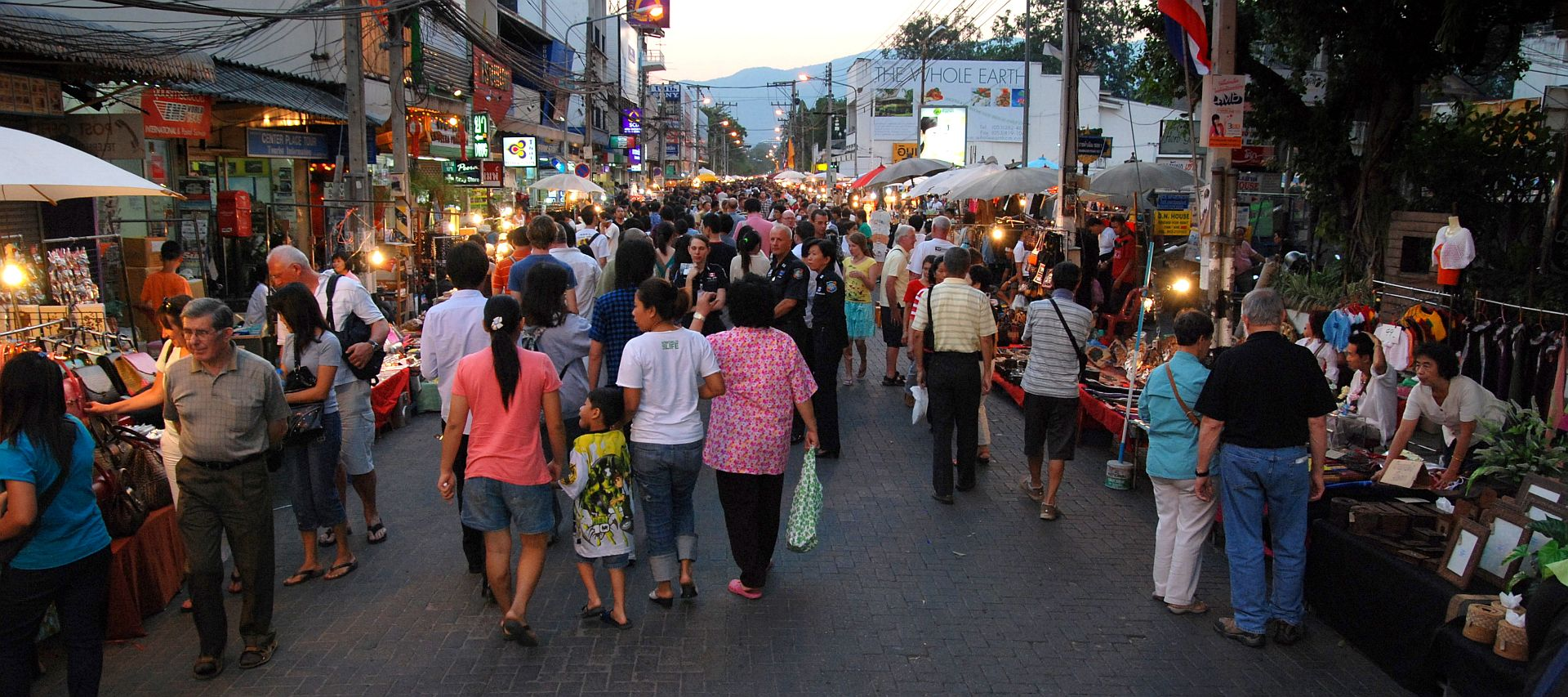
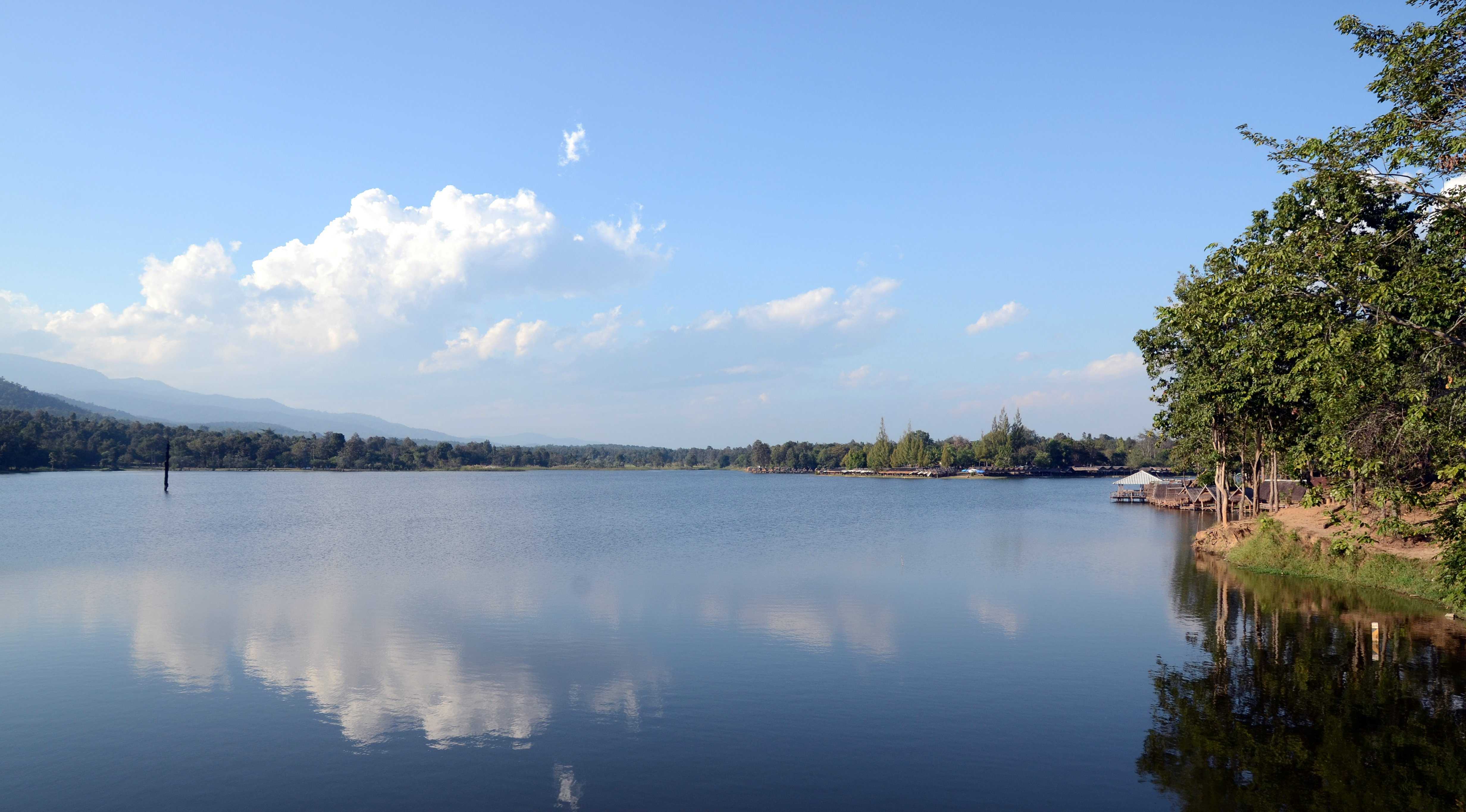